# 李琼 (唐朝)
李琼（9世纪—905年），唐朝末年将领，马楚的开国功臣。
李琼家世不详。开始是孙儒军将。骁勇有胆略，时称名将，冠绝一时。善於饮食，每顿饭吃肉十数斤，军中称他李老虎。孙儒为杨行密攻杀后，李琼追随马殷入湖南，隶帐下为亲从都副指挥使，成为心腹亲将。通过姚彦章荐举，李琼升为岭北七州游弋使。当时湖南共辖七州，马殷只占领潭州（今湖南省长沙市）和邵州。李琼冲锋陷阵，勇冠三军，901年平定湖南全境，902年和秦彦晖联军攻占静江军节度使所辖五州地域。攻取连州（今广东省连州市）、邵州（今湖南省邵阳市）、郴州（今湖南省郴州市）、衡州（今湖南省衡阳市）、道州（今广西道县）、永州（今湖南省永州市）、桂州（今广西桂林市）、宜州（今广西河池市宜州区）、岩州、柳州（今广西柳州市）、象州（今广西象州县）十一州之地，为马殷攻占湖南全境立下汗马功劳。以功迁桂州刺史、静江军节度使，加同中书门下平章事。在职三年，在任上去世。